# Намлеа
Намлеа — місто та качематан на північно-східному узбережжі індонезійського острова Буру. Це столиця регентства Буру.

## Клімат
Намлеа має тропічний клімат савани (Aw) з помірними або сильними опадами з грудня по липень і помірними або невеликими опадами з серпня по листопад. Завдяки сильному ефекту дощової тіні тут найменше опадів на острові Буру.